# بورنجان
بورنجان زیبا، روستایی از توابع بخش مرکزی شهرستان  کازرون در استان فارس ایران است. این روستا در مسیر بزرگراه کازرون به شیراز واقع شده است

## جمعیت
این روستا در دهستان دشت برم قرار داشته و براساس آخرین سرشماری مرکز آمار ایران که در سال ۱۳۸۵ صورت گرفته، جمعیت آن ۴۰۷نفر (۹۰خانوار) بوده است.